# NGC 1853
NGC 1853 est une galaxie spirale barrée située dans la constellation de la Dorade. NGC 1853 a été découverte par l'astronome britannique John Herschel en 1834.

## Caractéristiques
Sa vitesse par rapport au fond diffus cosmologique est de 1 450 ± 5 km/s, ce qui correspond à une distance de Hubble de 21,39 ± 1,50 Mpc (∼69,8 millions d'al).
À ce jour, 16 mesures non basées sur le décalage vers le rouge (redshift) donnent une distance de 26,188 ± 5,559 Mpc (∼85,4 millions d'al), ce qui à l'intérieur des valeurs de la distance de Hubble. Notons cependant que c'est avec la valeur moyenne des mesures indépendantes, lorsqu'elles existent, que la base de données NASA/IPAC calcule le diamètre d'une galaxie et qu'en conséquence le diamètre de NGC 1853 pourrait être d'environ 17,0 kpc (∼55 400 al) si on utilisait la distance de Hubble pour le calculer.
La classe de luminosité de NGC 1853 est IV et elle présente une large raie HI.

## Paire de galaxies?
Selon Soares et ses collègues, NGC 1853 et ESO 158-020 (PGC 16862) forment une paire de galaxies. La base de données NASA/IPAC ne contient aucune donnée sur cette galaxie, sauf ses coordonnées et qu'il s'agit d'une paire de galaxies. Pour PGC 16862, Simbad indique que sa vitesse radiale est de 10 127 ± 12 km/s. Il s'agit donc d'une galaxie lointaine qui ne forme pas une paire réelle avec NGC 1853.